# San Lazzaro Reale
San Lazzaro Reale è una frazione di 107 abitanti del comune di Borgomaro, in provincia di Imperia. Fino al 1928 fu comune autonomo.
Il borgo è ubicato alla confluenza del rio Tresenda con il torrente Impero, a circa 170 metri sul livello del mare.

## Storia

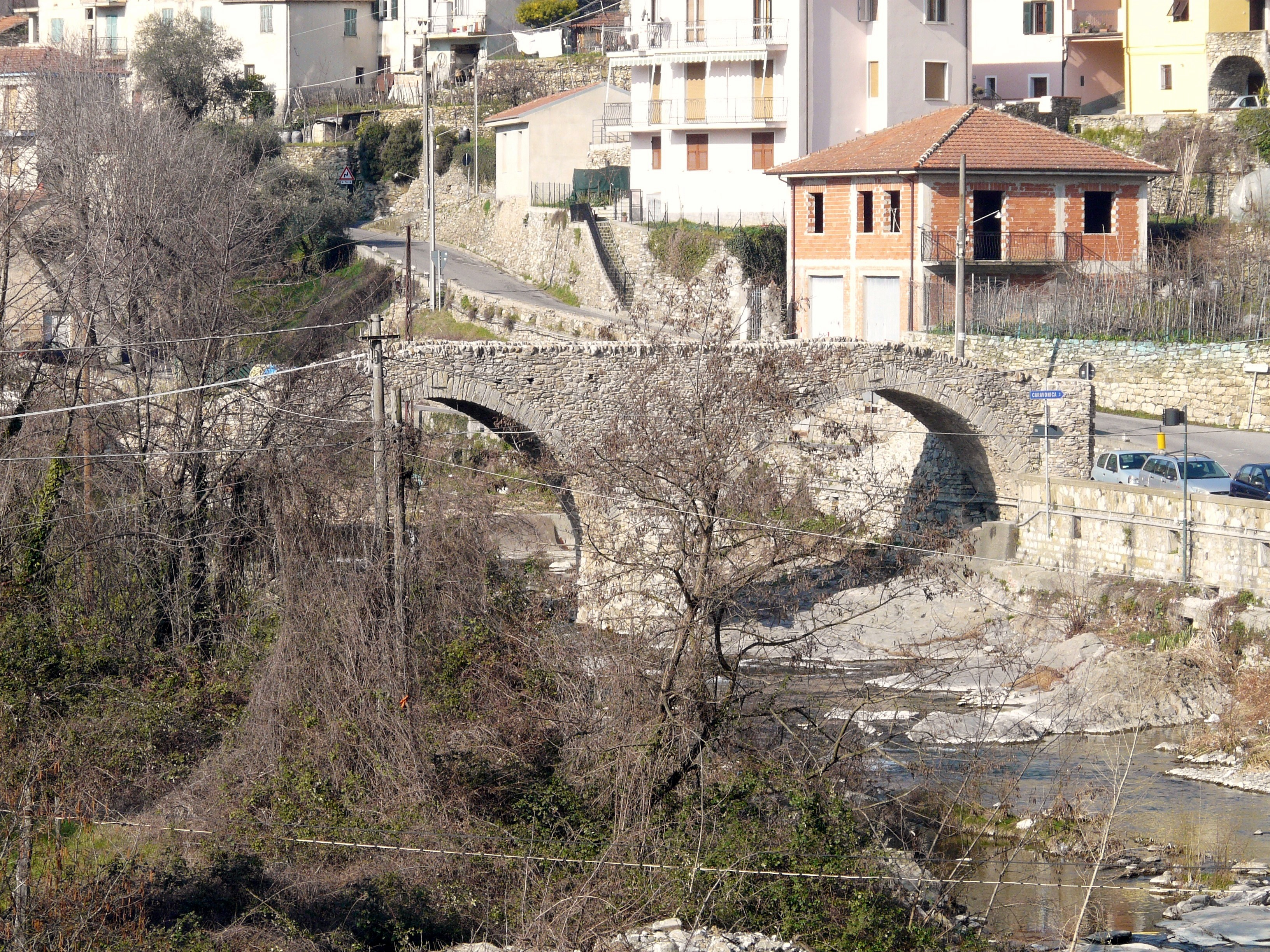
Il ponte in stile romanico

Storicamente seguì le vicende del capoluogo Borgomaro, quindi fu feudo in epoca medievale dei conti di Ventimiglia e al successivo ramo nobiliare dei Ventimiglia del Maro.
Già alle dipendenze della Repubblica di Genova, anche il borgo di San Lazzaro Reale passò nel 1455 tra i domini feudali dei conti Lascaris di Tenda, nel 1575 del duca Emanuele Filiberto I di Savoia (marchesato del Maro, all'interno del Ducato di Savoia) e, sul finire del XVI secolo, sotto la signoria dei Doria e ancora dei Savoia dopo la stesura della Pace di Pavia (1618). Il paese fu un importante crocevia delle antiche vie di comunicazione-mulattiere storiche tra la costa di Oneglia, le valli interne del Maro e dell'Impero e il Piemonte.
Facente parte del Regno di Sardegna, i territori della valle del Maro e quindi anche la costituita municipalità di San Lazzaro Reale confluirono tra il 1801 e il 1803 nella Repubblica Ligure andando a costituire il II cantone di Val di Maro nella Giurisdizione degli Ulivi. Annesso al Primo Impero francese, dal 13 giugno 1805 al 1814 il territorio venne inserito nel Dipartimento di Montenotte sotto l'arrondissement di Porto Maurizio. Nuovamente inglobato nel Regno di Sardegna dal 1815, così come stabilito dal Congresso di Vienna del 1814, confluì nel Regno d'Italia dal 1861. Nel 1862 assume la denominazione di San Lazzaro Reale. Dal 1859 al 1927 il territorio fu compreso nel I mandamento omonimo del circondario di Porto Maurizio facente parte della provincia di Porto Maurizio e, con la sua costituzione, della successiva provincia di Imperia.
Al 1928 risale la soppressione del comune di San Lazzaro Reale in favore di un suo accorpamento nel territorio di Borgomaro come frazione.

## Monumenti e luoghi d'interesse

### Architetture religiose
- Chiesa parrocchiale di San Lazzaro. Risalente al 1647[3], conserva al suo interno un trittico di Pietro Guido da Ranzo ritraente la Madonna col Bambino tra gli angeli con i santi Lazzaro, Giovanni Battista, Maria Maddalena e Caterina da Siena.
- Oratorio di Santa Maria Bambina.

### Architetture civili
- Ponte in stile romanico sull'Impero, a due campate[4], risalente alla fine del XV secolo.

## Cultura

### Eventi
- Festa di san Lazzaro, il 31 agosto.

## Infrastrutture e trasporti

### Strade
San Lazzaro Reale è situato lungo la strada provinciale 24, che collega il centro frazionario con il Colle d'Oggia passando per Borgomaro.